# Női 1500 méteres síkfutás a 2015. évi nyári európai ifjúsági olimpiai fesztiválon
A 2015. évi nyári európai ifjúsági olimpiai fesztiválon az atlétikai versenyszámokat Tbilisziben rendezték. A női 1500 méteres síkfutás döntőjét július 29.-én rendezték.

## Rekordok
A versenyt megelőzően a következő rekordok voltak érvényben:
| Ifjúsági világrekord | Ling Zhang (Kína)        | 3:54.52 |
| EYOF rekord          | Mageean Ciara (Írország) | 4:15.46 |

## Döntő
| H     | Név                     | Nemzet           | E       | Mj  |
| ----- | ----------------------- | ---------------- | ------- | --- |
| Arany | Merel van de Marel      | Hollandia        | 4:33.98 |     |
| Ezüst | Tamara Mićević          | Szerbia          | 4:34.35 |     |
| Bronz | Beata Anna Topka        | Lengyelország    | 4:35.33 |     |
| 4     | Nastassia Katseika      | Fehéroroszország | 4:36.02 | SB  |
| 5     | Loredana Elen Cimpoieru | Románia          | 4:42.79 |     |
| 6     | Alina Algayeva          | Oroszország      | 4:46.21 |     |
| 7     | Mariya Borysova         | Ukrajna          | 4:57.92 |     |
| 8     | Elena Pazman            | Horvátország     | 5:01.36 |     |
| 9     | Laura Ward              | Írország         | 5:05.64 |     |
| 10    | Kia Heiskanen           | Finnország       | 5:26.05 |     |
| -     | Katinka Bassleer        | Belgium          | -       | DNS |